# Ceratocryptus maesac
Ceratocryptus maesac är en stekelart som först beskrevs av André Seyrig 1952.  Ceratocryptus maesac ingår i släktet Ceratocryptus och familjen brokparasitsteklar. Inga underarter finns listade i Catalogue of Life.